# Гойнинген-Гюне, Эмилий Фёдорович фон
Барон Эмилий Фёдорович фон Гойнинген-Гюне (нем. Friedrich Alexander Emil Baron von Hoyningen-Huene; 1841, Аренсбург—1917, Петроград) — российский государственный деятель, сенатор, действительный тайный советник (1908).

## Биография
Родился 10 (22) ноября 1841 года в семье барона Эдуарда Фридриха Эбергарда фон Гойнинген-Гюне (1779—1851) и его супруги (второй брак) Эмилии (Эмилии Катарины) Федоровны Ферсман (1806/8—1880), сестры А.Ф.Ферсмана.
Его старший (единокровный) брат — Александр Федорович фон Гойнинген-Гюне, государственный деятель, действительный тайный советник, симбирский губернатор. 
Двоюродный брат — Евгений Александрович Ферсман, начальник Александровского военного училища, генерал от инфантерии.
По окончании с золотой медалью Императорского училища правоведения в мае 1861 года поступил на службу в министерство юстиции и в 1862 году отправился за границу. Через два года, по возвращении в Россию, был назначен секретарём 1-го отделения 3-го департамента Сената. С 1867 года — обер-секретарь 1-го Департамента Сената, с 1873 года — товарищ обер-прокурора, с 1881 года — обер-прокурор 4-го (апелляционного) Департамента Сената. В 1881 году был произведён в действительные статские советники, 11 октября 1889 года получил чин тайного советника и назначен сенатором, присутствующим в Гражданском кассационном департаменте. В январе 1908 года произведён в действительные тайные советники и назначен членом Государственного Совета (в Особом присутствии по делам о принудительном отчуждении недвижимого имущества и вознаграждения их владельцев).
Президент главного комитета Евангелического библейского общества (с 1890), председатель церковного совета Петрикирхе (Санкт-Петербург).
Владелец Эзельского имения Мариенгейм.
Награждён орденами Св. Станислава 1-й степени (1883), Св. Анны 1-й степени (1885), Св. Владимира 2-й степени (1893), Белого орла (1898), Св. Александра Невского (1903, бриллиантовые знаки к ордену —1911).
Автор книги «О современном положении сельско-хозяйственной техники» (Ревель, 1895).

#### Семья
Жена — Мария (Мария Ева Элизабет) Петровна фон Веймарн (1842—1919, Дрезден), дочь П.Ф.Веймарна. Мать Марии фон Вейнмарн была племянницей М.Б.Барклая де Толли.
В семье было восемь детей; из которых пятеро дожили до взрослого возраста:
- Эрнест фон Гойнинген-Гюне (1872—1946, Дрезден)
- Мария Эмилия фон Гойнинген-Гюне (1875—1924, Дрезден)
- Эмиль Бернгард фон Гойнинген-Гюне, гвардии поручик (1876—1919, убит большевиками под Ригой)
- Альбрехт Эммануил фон Гойнинген-Гюне (1878—1952, Австрия), архитектор в Дрездене.
- Рудольф фон Гойнинген-Гюне (1881—1917, погиб в Первую мировую войну)